# Sthelota sana
Sthelota sana är en spindelart som först beskrevs av O. Pickard-Cambridge 1898.  Sthelota sana ingår i släktet Sthelota och familjen täckvävarspindlar.
Artens utbredningsområde är Guatemala. Inga underarter finns listade i Catalogue of Life.